# Япикс
Япикс в древногръцката митология е син на Дедал или Ликаон, лечител на Еней по време на Троянската война. Той напуска разрушената Троя заедно с Еней и се установява в Италия. Заселва се в Апулия и дава името си на областта Япигия.